# بیمه تجارت نو
شرکت بیمه تجارت‌نو یک شرکت بیمه در مالکیت بانک تجارت، پست بانک ایران، گروه گسترش نفت و گاز پارسیان، شرکت سرمایه‌گذاری ایران، شرکت تدبیرگران فردای امید، سازمان اقتصادی آستان قدس رضوی و سهامداران حقیقی است. پروانهٔ فعالیت شرکت در تاریخ ششم اردیبهشت ۱۳۹۵ از سوی بیمه مرکزی جمهوری اسلامی ایران در رشته‌های اموال و اشخاص صادر شد.
مجمع عمومی فوق‌العاده بیمه تجارت‌نو درتاریخ ۱۴۰۰/۰۳/۱۸، به منظور افزایش سرمایه و تغییر اساسنامه شرکت با حضور مدیر عامل، اعضای هیئت مدیره، نمایندگان سهامداران عمده و سهامداران خرد برگزار گردید و دارایی کل شرکت بیمه تجارت‌نو به ۶٫۰۰۰ میلیارد ریال معادل ۶۰۰ میلیون تومان افزایش یافت.

## تاریخچه
در میان بانکها، ۱۳ بانک کشوردر گروه مالی شرکت‌های وابسته به خود، سهامدار عمدهٔ یک شرکت بیمه هستند. بانک‌های خصوصی که عمدتاً به صورت هلدینگ فعالیت می‌کنند، دارای سرمایه‌گذاری در شرکت‌های بیمهٔ وابسته به خود هستند و سهامدار این شرکت‌های بیمه که عموماً نام و در برخی موارد نشانی همسان یا شبیه به نام یا نشان بانک‌ها دارند، می‌باشند. شرکت بیمه تجارت نو یکی از شرکت‌های بیمهٔ وابسته به دو بانک بزرگ است.
شرکت بیمه تجارت نو فعالیت خود را با پشتوانه سهامدارانی از جمله بانک تجارت و پست بانک ایران، شرکتهای سرمایه‌گذاری غدیر و ایرانیان با سرمایه اولیه ثبت شده ۲۵۰۰ میلیارد ریالی (منقسم به ۱۸ میلیون سهم با ارزش اسمی یک هزار ریالی) در اردیبهشت ماه سال ۱۳۹۵ آغاز و شروع به ارائه خدمات تخصصی در رشته‌های مختلف بیمه‌ای در بازار صنعت بیمه کشور کرد.
نماد شرکت بیمه تجارت نو در فرابورس ایران، «بنو» است. معاملات سهام شرکت در بازار پایه ب فرابورس ایران انجام می‌شود. نماد شرکت بیمه تجارت نو در مهرماه سال ۱۳۹۵ شمسی درتالاربورس افتتاح شد. ثبت رسمی بیمه تجارت نو در فروردین ماه سال ۱۳۹۵ شمسی صورت پذیرفت. تاریخ نامه اداره ثبت شرکت‌ها چهاردهم فروردین ۱۳۹۵ و تاریخ روزنامه رسمی، ۲۲ فروردین ماه ۱۳۹۵ بود. شماره ثبت شرکت ۴۸۹۳۴۱ است. پروانهٔ شرکت در ششم اردیبهشت ماه ۱۳۹۵ از سوی بیمه مرکزی جمهوری اسلامی ایران صادر شد.

## محصولات
- بیمه اتومبیل
- بیمه اموال
- بیمه سلامت
- بیمه عمر
- بیمه عمومی
- بیمه مسئولیت
- بیمه مسافرت
- بیمه کِشتی
- بیمه محصولات دانش بینان

## جوایز و رتبه‌ها
بیدر رتبه‌بندی سال ۱۳۹۶ شرکت‌های برتر ایران از سوی سازمان مدیریت صنعتی (بر اساس داده‌های صورتهای مالی مربوط به سال مالی ۱۳۹۵)، شرکت بیمه تجارت نو در میان چهارصد شرکت برتر ایران (صد شرکت برتر چهارم) قرار گرفت و رتبه ۳۱۸ را به دست آورد.

## مدیران
| نام و نام خانوادگی  | شروع       | پایان      |
| ------------------- | ---------- | ---------- |
| علیرضا هادی         | 1403/12/20 | ادامه دارد |
| مهران رضوانی        | ۱۴۰۲/۰۶/۱۸ | 1403/11/08 |
| نیما نوراللهی       | ۱۳۹۷/۰۶/۰۴ | ۱۴۰۲/۰۶/۱۷ |
| سید محمد عباس‌زادگان | ۱۳۹۵/۰۲/۱۷ | ۱۳۹۷/۰۶/۳  |

## عملکرد
بر اساس آخرین گزارش‌ها شرکت بیمه تجارت نو با چرخشی استراتژیک و رویکردهای دیجیتال در بازه بین شهریور ۱۴۰۲ الی اسفندماه ۱۴۰۳، عملکرد چشمگیری داشته است و افزایش سرمایه ۳۰۰ درصدی، افزایش تولید حق بیمه و نقدینگی؛ پرداخت دیون و مطالبات دولتی و ایجاد سود برای سهامداران  از جمله نتایج این دوره می‌باشد.
از جمله مهم‌ترین دستاوردها و نوآوری‌های این شرکت با حضور دکتر سعید روحانی در معاونت برنامه ریزی و توسعه و مرکز فناوری اطلاعات شرکت و  پس از چرخش استراتژیک در نیمه سال ۱۴۰۲ می توان به موارد ذیل اشاره نمود:
- اصلاح نسبت‌های مالی و سرمایه‌گذاری[۶]
- معرفی محصولات جدید بانک بیمه (بنوبانک)
- طراحی و توسعه سامانه هوشمند تحلیلگری داده‌های بیمه ای جهت پیش‌بینی و مدیریت ریسک
- راه اندازی سازمان دیجیتال فروش آنلاین بیمه نامه‌ها (بیتنو)
- دیجیتال سازی فرایندهای داخلی
- طراحی و پیاده سازی بیمه مسولیت شرکت های دانش بنیان فاوا[۷]